# Gregorio Ticona Gómez
Gregorio Ticona Gómez (Puno, 17 de noviembre de 1955) es un sociólogo y político peruano. Fue congresista de la república por Puno durante el breve periodo 2000-2001 y alcalde de la provincia de Puno desde 1999 hasta el año 2000. Fue también el primer alcalde de la provincia de El Collao en 1996 y alcalde de Pilcuyo en 1990.

## Biografía
Gregorio Ticona Gómez nació en la comunidad campesina de Cachipucara, ubicado en el departamento de Puno, el 17 de noviembre de 1955. 
Realizó sus estudios primarios en el C.E.P. 70315, CEP del distrito de Juli y el C.E.P. Cachipucara. Los secundarios los hizo en el Colegio Cooperativo de Pilcuyo y en el Colegio José Carlos Mariátegui de la ciudad de Ilave. Luego ingresó a la Universidad de Puno donde estudió la carrera de Sociología.
Laboró como agrícola ganadero en distrito de Pilcuyo.
Fue miembro de la Federación Departamental de Campesinos de Puno (FDCP), de la que llegó a ser secretario general, luego fue dirigente de la Federación de Campesinos.

## Carrera política
Gregorio Ticona incursiona en el ámbito político como militante de Izquierda Unida y luego en las elecciones parlamentarias del año 1990 fue candidato a la Cámara de Diputados, sin embargo, no resultó elegido.
Su primer cargo político fue cuando en 1990 asumió la alcaldía del distrito de Pilcuyo.

### Alcalde de El Collao
En el año 1991, el gobierno del presidente Alberto Fujimori decidió crear mediante resolución n.º 25361 la provincia de El Collao y el distrito de Ilave. Posteriormente en las elecciones municipales de 1993, Ticona decide postular como alcalde por una lista independiente y es elegido como el primer alcalde de la provincia de El Collao para el periodo municipal 1996-1998. Fue elegido por segunda en las elecciones de 1995 para el periodo 1996-1998.

### Alcalde de Puno
Para las elecciones municipales de 1998, Gregorio Ticona decidió postular a la alcaldía de la provincia de Puno por el Frente Independiente Juntos por Obras (FIJO), movimiento fundado por él mismo. Ticona logró ser elegido como alcalde de Puno para el periodo 1999-2002 y dentro de su gestión se caracterizó por su colaboración con la participación ciudadana en sus proyectos municipales. Fue también opositor al gobierno de Alberto Fujimori y dejó el cargo a Julián Salas Portocarrero como accesitario, ya que Ticona iba a ser candidato en las elecciones del siguiente año.

### Congresista de la República
En las elecciones generales del año 2000, Ticona junto con el Frente Independiente Juntos por Obras (FIJO) decidieron formar alianza con el partido Somos Perú de Alberto Andrade para postular al Congreso de la República para las elecciones parlamentarias del mismo año donde solo logra obtener 20,162 votos, sin embargo, Ticona luego es convocado por el Jurado Nacional de Elecciones para asumir como congresista de la república tras el fallecimiento del reelecto congresista Gustavo Mohme. En julio del 2000, sorpresivamente Ticona apareció en las filas de Perú 2000 y fue juramentado como congresista oficialista para el periodo parlamentario 2000-2005. Su acto fue protestado por los congresistas de oposición y se dio sospechas de la intromisión de Vladimiro Montesinos en el reclutamiento de congresistas tránsfugas.
Durante su gestión como congresista, fue secretario de la Comisión de Descentralización presidida por Tito Chocano Olivera (2001). Posteriormente ante la difusión internacional de los ‘Vladivideos’, Ticona decide renunciar a la bancada de Perú 2000 y luego se integra al Grupo Parlamentario Independiente conformado por exmiembros del fujimorismo.
Tras la vacancia presidencial contra Alberto Fujimori por su fuga hacia Japón y la toma de mando de Valentín Paniagua como presidente interino, su cargo como congresista fue reducido hasta julio del 2001.
En las elecciones regionales y municipales del año 2006, Ticona volvió al ámbito político como candidato a la alcaldía de la provincia de El Collao por el Movimiento Andino Socialista y luego en las elecciones del año 2014 por el Proyecto de la Integración Para la Cooperación, ambas ocasiones sin éxito.

## Controversias
Tras su controvertido pase a las filas del fujimorismo, Gregorio Ticona fue denunciado por el delito de corrupción al haberse descubierto que recibió $15.000 de manos de Vladimiro Montesinos en el Servicio de Inteligencia Nacional, así como la compra de un vehículo e intromisiones en el Poder Judicial para arreglar sus denuncias durante su gestión como alcalde. En el año 2009, Ticona fue condenado a cuatro años de prisión suspendida por los delitos de cohecho pasivo impropio y receptación.
Ticona fue uno de los congresistas tránsfugas que aceptó su error y pidió disculpas a su natal pueblo de Puno.
En mayo del 2013, el procurador adjunto anticorrupción, Cristian Salas, embargó sus bienes de su domicilio ubicado en la ciudad de Tacna tras no haber pagado la reparación civil dispuesta por el Poder Judicial.